# Margrethia valentinae
Espèce
Margrethia valentinae est une espèce de poissons de l'infra-classe des téléostéens (Teleostei).